# Fiodor Kuzniecow (1898–1961)
Fiodor Isidorowicz Kuzniecow (ros. Фёдор Исидорович Кузнецов, ur. 17 września?/29 września 1898 w Bałbiecznie, zm. 22 marca 1961 w Moskwie) – radziecki wojskowy, generał pułkownik.

## Życiorys
Urodził się we wsi Bałbieczyno w obwodzie mohylewskim. W 1914 roku został wcielony do armii rosyjskiej, gdzie ukończył szkołę chorążych. Uczestnik I wojny światowej. Walczył na Froncie Zachodnim, dowódca plutonu i drużyny pieszych zwiadowców.
W 1918 roku wstąpił do Armii Czerwonej. Brał udział w wojnie domowej na Froncie Zachodnim i na Białorusi. W tym czasie był kolejno dowódcą: kompanii, batalionu, pułku.
Po zakończeniu wojny domowej w latach 1922–1935 był kolejno dowódcą pułku strzelców, komendantem oddziału szkolnego, komendantem Moskiewskiej Wojskowej Szkoły Piechoty. W latach 1935–1938 był pracownikiem Akademii Wojskowej im. M. Frunzego, kolejno komendantem kursu, szefem fakultetu i katedry.
W czerwcu 1938 roku został zastępcą dowódcy Specjalnego Białoruskiego Okręgu Wojskowego, funkcję tę pełnił do czerwca 1940 roku. W trakcie agresji ZSRR na Polskę we wrześniu 1939 roku pełnił funkcję zastępcy dowódcy Frontu Białoruskiego utworzonego na bazie Specjalnego Białoruskiego Okręgu Wojskowego.
W czerwcu 1940 roku został komendantem Akademii Sztabu Generalnego, w sierpniu dowódcą Północnokaukaskiego Okręgu Wojskowego, a w grudniu Specjalnego Nadbałtyckiego Okręgu Wojskowego.
W chwili ataku Niemiec na ZSRR był dowódcą Frontu Północno-Zachodniego powstałego na bazie dowodzonego przez niego okręgu wojskowego. Został odwołany ze stanowiska dowódcy frontu z powodu klęski podległych oddziałów i przeniesiony w lipcu 1941 roku na stanowisko dowódcy 21 Armii. W dniu 26 lipca 1941 roku został dowódcą utworzonego Frontu Centralnego, którym dowodził w czasie walk w rejonie Smoleńska.
W dniu 14 sierpnia 1941 roku został dowódcą 51 Samodzielnej Armii, której zadaniem była obrona Krymu. W związku z przełamaniem pozycji obronnych 51 Armii przez wojska niemieckie w październiku 1941 roku został odwołany ze stanowiska.
W listopadzie 1941 roku został odwołany do Moskwy, gdzie został szefem sztabu 28 Armii Rezerwowej, a w grudniu zastępcą dowódcy Frontu Zachodniego i to stanowisko zajmował w czasie kontrofensywy pod Moskwą. W styczniu 1942 roku został dowódcą 61 Armii, którą dowodził do kwietnia 1942 roku.
W okresie od kwietnia do lipca 1942 roku był komendantem Akademii Wojskowej im. Woroszyłowa, później w dyspozycji Sztabu Generalnego.
W sierpniu 1943 roku został zastępcą dowódcy Frontu Wołchowskiego, a potem Karelskiego. W lutym 1945 roku został dowódcą Uralskiego Okręgu Wojskowego, którego dowódcą był do momentu przeniesienia do rezerwy.
W 1948 roku został przeniesiony do rezerwy. Zamieszkał w Moskwie, gdzie zmarł w 1961.

## Awanse
- kombrig (05.12.1935)
- komdiw (15.07.1938)
- komkor (04.11.1939)
- generał porucznik (04.06.1940)
- generał pułkownik (22.02.1941)

## Odznaczenia
- Order Lenina – dwukrotnie
- Order Czerwonego Sztandaru – trzykrotnie
- Order Suworowa II klasy (01.03.1944)[1]
- Order Czerwonej Gwiazdy